# Dabaihui Plaza
Dabaihui Plaza (en chino: 大百汇广场), también conocido como Shenzhen Center, es un rascacielos situado en Shenzhen, Provincia de Cantón, China. Tiene una altura de 375.5 metros y 70 plantas. Su construcción empezó en 2012 y se completó en 2021.